# Microsa
Microsa là một chi nhện trong họ Gnaphosidae.